# Second Chorus
Al fin solos (Second Chorus) es una comedia musical cinematográfica estadounidense dirigida por H. C. Potter. Contó con Fred Astaire, Burgess Meredith y Paulette Goddard en los papeles principales, y fue estrenada en 1940.

## Argumento
Dos estudiantes de trompeta que han tocado juntos durante siete años en la Universidad son rivales tanto en la música como en intentar seducir a su mánager. La película muestra su lucha por triunfar en ambos aspectos de sus vidas.

## Candidaturas a premios
La película tuvo dos candidaturas a los Premios Oscar de 1940: a la mejor música (adaptada) y a la mejor canción original.